# Pinnixa faba
Pinnixa faba is een krabbensoort uit de familie van de Pinnotheridae. De wetenschappelijke naam van de soort is voor het eerst geldig gepubliceerd in 1851 door Dana.